# هلن مکی
هلن ماریون مکفرسون مکی (به انگلیسی: Helen Marion Macpherson Mackay) (زاده ۲۳ مه ۱۸۹۱ – درگذشته ۱۵ ژوئیه ۱۹۶۵) پزشک کودکان بریتانیایی بود. او کمک‌های مهمی به درک تغذیه دوران کودکی و مراقبت‌های پیشگیرانه پزشکی نمود. مکی اولین زن عضو کالج سلطنتی پزشکان بود.
پس از فارغ‌التحصیلی از دانشکده پزشکی زنان لندن (که اکنون بخشی از مدرسه پزشکی یوسی‌ال است)، مکی در بیمارستان کودکان کوئین الیزابت شروع به کار کرد، او اولین پزشک زنی بود که در آنجا کار کرد، و همچنین یکی از اولین زنانی بود که به عنوان مشاور منصوب شد. هلن مکی اولین پزشکی بود که به بررسی کم خونی در نوزادان پرداخت و کمبود آهن را به عنوان یک عوامل مهم در این امر نسبت داد. این منجر به تغییراتی در استاندارد تغذیه دوران کودکان شد که در انگلستان تغذیه با شیر مادر نسبت به شیر خشک ترجیح داده شد.

## سنین جوانی و تحصیلات
مکی در ۲۳ مه ۱۸۹۱ در اینورنس، اسکاتلند در خانواده دانکن لاچلان مکفرسون مکی و ماریون گوردون کمپبل (با نام خانوادگی ویبرلی) به دنیا آمد، بخشی از دوران کودکی خود را در برمه گذراند، آنجا در خانه آموزش دید. در آنجا پدرش در خدمات دولتی هند کار می‌کرد. تحصیلات اولیه او در مدرسه خصوصی کالج بانوان چلتنهام در انگلستان بود. او در دانشکده پزشکی زنان در بیمارستان سلطنتی رایگان لندن (که اکنون بخشی از مدرسه پزشکی یوسی‌ال است)، وی مدرک کارشناسی پزشکی و جراحی خود را در سال ۱۹۱۴ دریافت کرد و سپس در سال ۱۹۱۷ مدرک دکترای پزشکی خود را دریافت کرد. در همان زمان، مجله دانشکده پزشکی لندن برای زنان را ویرایش می‌کرد، این مجله برای زنان پزشک آنجا بود.

## حرفه پزشکی و تحقیقاتی
مکی متخصص پزشکی کودکان شد. او اولین پزشک زن در بیمارستان کودکان ملکه الیزابت بود و بعدها یکی از اولین زنانی بود که به عنوان مشاور در آن بیمارستان منصوب شد. در سال ۱۹۱۹، مکی به وین نقل مکان کرد و در انستیتوی پزشکی پیشگیرانه لیستر به عنوان بخشی از فلوشیپ Beit Research به مطالعه راشیتیسم و سایر بیماری‌های مرتبط با سوءتغذیه پرداخت. او تا سال ۱۹۲۲ در وین ماند سپس تحقیقات خود را در بریتانیا ادامه داد. مکی عضوی از یک تیم بریتانیایی به رهبری هریت چیک بود که مطالعات آنها اهمیت روغن کبد ماهی و نور خورشید را در پیشگیری و درمان احتمالی راشیتیسم نشان داد.
مکی در حین کار بر روی یافتن علت راشیتیسم متوجه شد که تمام نوزادان در مطالعاتش کم خون هستند و بنابراین او به یافتن علت این امر علاقه‌مند شد. مکی به لندن بازگشت و اولین تحقیق را در مورد کم خونی در نوزادان با کمک متخصص آمار پزشکی سرگرد گرین وود انجام داد. مکی کشف کرد که کمبود آهن نقش مهمی در ایجاد کم خونی در دوران کودکی دارد. همچنین دریافت که نوزادانی که با شیر مادر تغذیه می‌شوند نسبت به نوزادانی که با شیر غیر از مادر تغذیه می‌شوند، احتمال ابتلا به کم‌خونی در آنان کمتر است. تحقیقات او همچنین شواهد قانع‌کننده‌ای ارائه کرد که نشان می‌داد نوزادانی که آهن دریافت می‌کنند کمتر دچار عفونت می‌شوند، وزن بیشتری اضافه می‌کنند و در کل سالم‌تر هستند. یافته‌های مطالعات او در «کم خونی تغذیه‌ای در نوزادی» تمرکز داشت و در سال ۱۹۳۱ منتشر شد او اولین کسی بود که سعی کرد کم خونی را با تعیین حد پایین غلظت طبیعی هموگلوبین تعریف کند. تعریف سازمان جهانی بهداشت از کم خونی بسیار شبیه تعریف مکی است. مکی جایزه یادبود داوسون در اطفال را دریافت کرد و برنده بورسیه پژوهشی یادبود ارنست هارت انجمن پزشکی بریتانیا برای تحقیقات پزشکی پیشگیرانه‌اش شد.
او به پاس تحقیقاتش در مورد کم خونی تغذیه‌ای اولین زن عضو کالج سلطنتی پزشکان در سال ۱۹۳۴ شد. مکی به تحقیق با تمرکز بر تغذیه با شیر مادر، تغذیه با شیر خشک و بیماری‌های کمبود تغذیه ادامه داد.

## میان سالی و مرگ
هلن مکی نگران تأثیر شرایط اجتماعی بر سلامت و رشد کودکان بود. به منظور مبارزه با این مشکل، او به راه اندازی کلینیکی در هاکنی کمک کرد، آنجا مکی توانست به مادران و نوزادان جامعه خود کمک کند.
در سال ۱۹۴۵، هلن مکی به عنوان یکی از اولین زنان به عضویت انجمن اطفال بریتانیا ، انتخاب شد. او تا سال 1959 به عنوان مشاور اطفال در بیمارستان مادر، کلپتون و هاکنی به کار خود ادامه داد. در ۱۷ ژوئیه ۱۹۶۵ مکی بر اثر سکته درگذشت. او سه روز بعد در کوره‌سوزی گلدرز گرین در لندن به خاک سپرده شد.

## افتخارات و جوایز
- بورسیه تحقیقاتی بیت (۱۹۱۹–۱۹۲۲)
- محقق تحقیقاتی یادبود ارنست هارت، انجمن پزشکی بریتانیا
- جایزه یادبود داوسون (اطفال)
- همکار، کالج سلطنتی پزشکان (۱۹۳۴)
- رئیس کمیته مشورتی پزشکان اطفال
- رئیس بخش بیماری در کودکان، انجمن سلطنتی پزشکی[۵]